# Jean Godeaux
Jean baron Godeaux (Jemeppe-sur-Meuse, 3 juli 1922 - 27 april 2009) was een Belgisch bankier. Van 1982 tot 1989 was hij gouverneur van de Nationale Bank.

## Levensloop
Jean Godeaux was licentiaat in de economische wetenschappen en doctor in de rechten.
Hij begon zijn loopbaan in 1947 bij het departement Buitenland van de Nationale Bank (NBB). Van 1949 tot 1954 was hij lid van de Belgische delegatie van het Internationaal Monetair Fonds. In 1955 werd hij directeur bij de Bank Lambert, waar hij in 1973 voorzitter van de raad van bestuur werd. Godeaux was betrokken bij de fusie van Bank Lambert met de Bank van Brussel tot de Bank Brussel Lambert (BBL) in 1975, maar stapte in 1974 op om voorzitter van de Belgische Bankcommissie te worden, een functie die hij bekleedde tot 1982. In 1979 werd hij tevens lid van het raadgevend comité voor het bankwezen van de Europese Commissie. Van 1975 tot 1982 was hij ook in opvolging van Eugène de Barsy voorzitter van de Nationale Delcrederedienst.
Godeaux werd gouverneur van de Nationale Bank op 1 maart 1982. Datzelfde jaar werd de Belgische frank met 8,5% gedevalueerd ten opzichte van het EMS nadat de Belgische staatsschuld de hoogte in schoot ten gevolge van de oliecrisis van 1973. Hij verliet de Nationale Bank in juli 1989 en werd er opgevolgd door Fons Verplaetse. Godeaux was ook:
- voorzitter van de Belgische Vereniging van Banken (1971-1974)
- voorzitter van de Commissie voor het Bank- en Financiewezen
- voorzitter van de Bank voor Internationale Betalingen (1985-1987)
- gouverneur van het Internationaal Monetair Fonds
- plaatsvervangend gouverneur van de Wereldbank
- voorzitter van het Comité van Presidenten van de Centrale banken van de Lid Staten van de Europese Economische Gemeenschap
- lid van de raad van bestuur van het Europees Fonds voor Monetaire Samenwerking
- voorzitter van de raad van bestuur van de Université catholique de Louvain (1975-1982)

Hij werd na zijn carrière bij de NBB lid van de raad van bestuur van de Generale Maatschappij, een mandaat dat hij tot 1996 uitoefende. Godeaux was ook enkele jaren voorzitter van het Herdiscontering- en Waarborginstituut, het cultuurfestival Europalia en het beschermcomité van het wetenschappelijk tijdschrift Bank- en Financiewezen en lid van de raad van bestuur van de Stichting Paul-Henri Spaak.

## Eerbetoon
In 1989 werd hij in de adelstand verheven met de titel van baron.
- Bibliothèque nationale de France: cb123058382 (data)
- International Standard Name Identifier: 0000 0000 2956 5508
- Library of Congress Control Number: n91016301
- Nationale Bibliotheek van Israël: 987007456893705171
- Système universitaire de documentation: 058296719
- Virtual International Authority File: 64072431
- WorldCat: E39PBJwhyPDvq6xtQBppPrYByd